# アメリカン航空77便テロ事件
アメリカン航空77便テロ事件（アメリカンこうくう77びんテロじけん、American Airlines Flight 77）は、2001年9月11日に起きた、旅客機を狙ったハイジャック事件である。また、アメリカ同時多発テロ事件でハイジャックされた旅客機の内の1機でもある。
事件にあった旅客機は、ボーイング757-223（機体記号N644AA、1991年製造）のアメリカン航空77便で、犯人たちの計画通り、ワシントンD.C.の郊外、バージニア州アーリントンにあるペンタゴンに激突し、機体は原形を留めないほど大破した。
事件後に、犯人はアルカイダと判明した。事件発生日の日付9月11日は1941年にペンタゴンが着工された日であった。
この事件により189人（77便の乗員6名、乗客58名、ペンタゴンの125名）が死亡、106人がけがをした。

## テロリスト
犯人は全員、サウジアラビア人。
- ハーニー・ハンジュール - 操縦担当
- ハリード・アル＝ミンザール
- マージアド・ムーカド

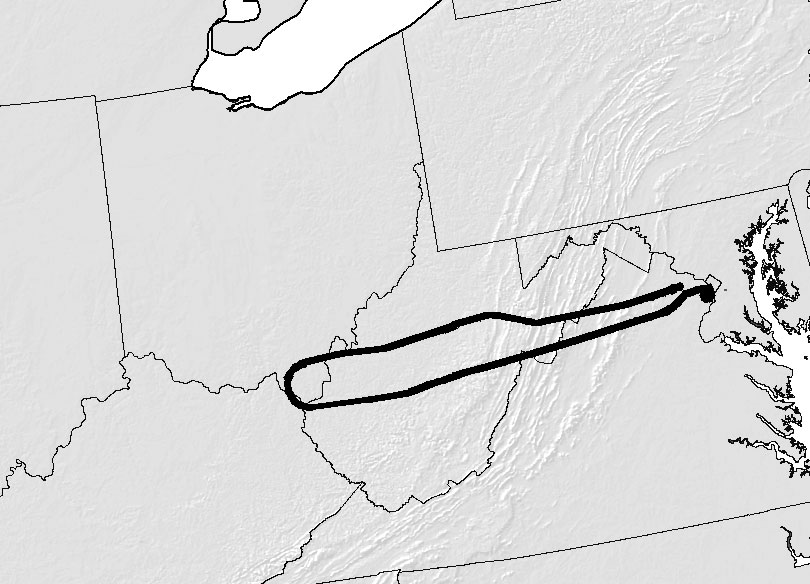
アメリカン航空77便の航路

- ナワーフ・アル＝ハーズミー
- サリーム・アル＝ハーズミー

ナワーフ・アル＝ハーズミーとサリーム・アル＝ハーズミーは兄弟である（ナワーフが兄、サリームが弟）。

## 事件当日のアメリカン航空77便
- 使用機材：ボーイング757-223（機体記号N644AA、1991年製造）
- フライトプラン：ワシントン・ダレス国際空港発、ロサンゼルス国際空港行き
- 乗員乗客：64名
- 運航乗務員
  - 機長：チャールズ・バーリンゲーム（51歳）
  - 副操縦士：デイビッド・シャルルボワ（39歳）

## 事件の概要

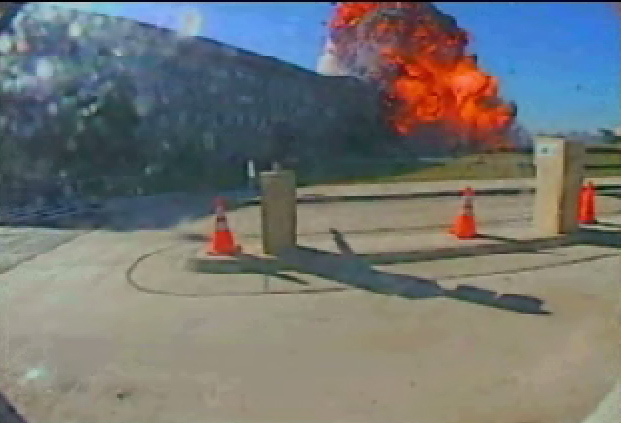
激突の瞬間

乗客58名・乗員6名が搭乗した77便は、午前8時51分から8時54分の間にかけて完全にハイジャックされた。ハイジャック直後に向きを北に変え、すぐに南へ転回した。
午前8時56分、飛行機のトランスポンダーのスイッチが切られた。犯人はワシントンD.C.のある東の方角に向けてオートパイロットをセットした。
最初の針路離脱から3分間（08:50:51まで）は、管制官と機長による正常な通信があったが、その後は通信不能となった。ペンタゴンへの激突の間に、2人の搭乗者が地上にいた仲間と電話で連絡を取っていた。
午前9時29分に、ハイジャック犯はオートパイロットを解除し、手動制御に切り替えた。
77便はアーリントン国立墓地に隣接する海軍補助施設の上を530マイル毎時（853 km/h、237 m/s、もしくは460 ノット）の速度で飛び09:37:46にバージニア州アーリントン郡のペンタゴンに西側から突入した。機体はペンタゴンの1階に衝突し、衝突の瞬間僅かに左に回り、右翼が持ち上がった。機体は爆発し大破した。激突の瞬間は、周辺の監視カメラなどによって撮影されており、また目撃者も大勢いた。映像によると、ほぼ水平の状態で地面を滑走しながら、勢いよくペンタゴンに衝突していた。一般的な離着陸時の事故と違い、高速で建築物に激突・炎上したため、機体の残骸はほとんど原形を留めていなかった。当時、ペンタゴンの突入階の半分が改装工事中で使用されていなかった。もし改装工事中でなければ、犠牲者数はWTCのそれを上回っていたと推測される。

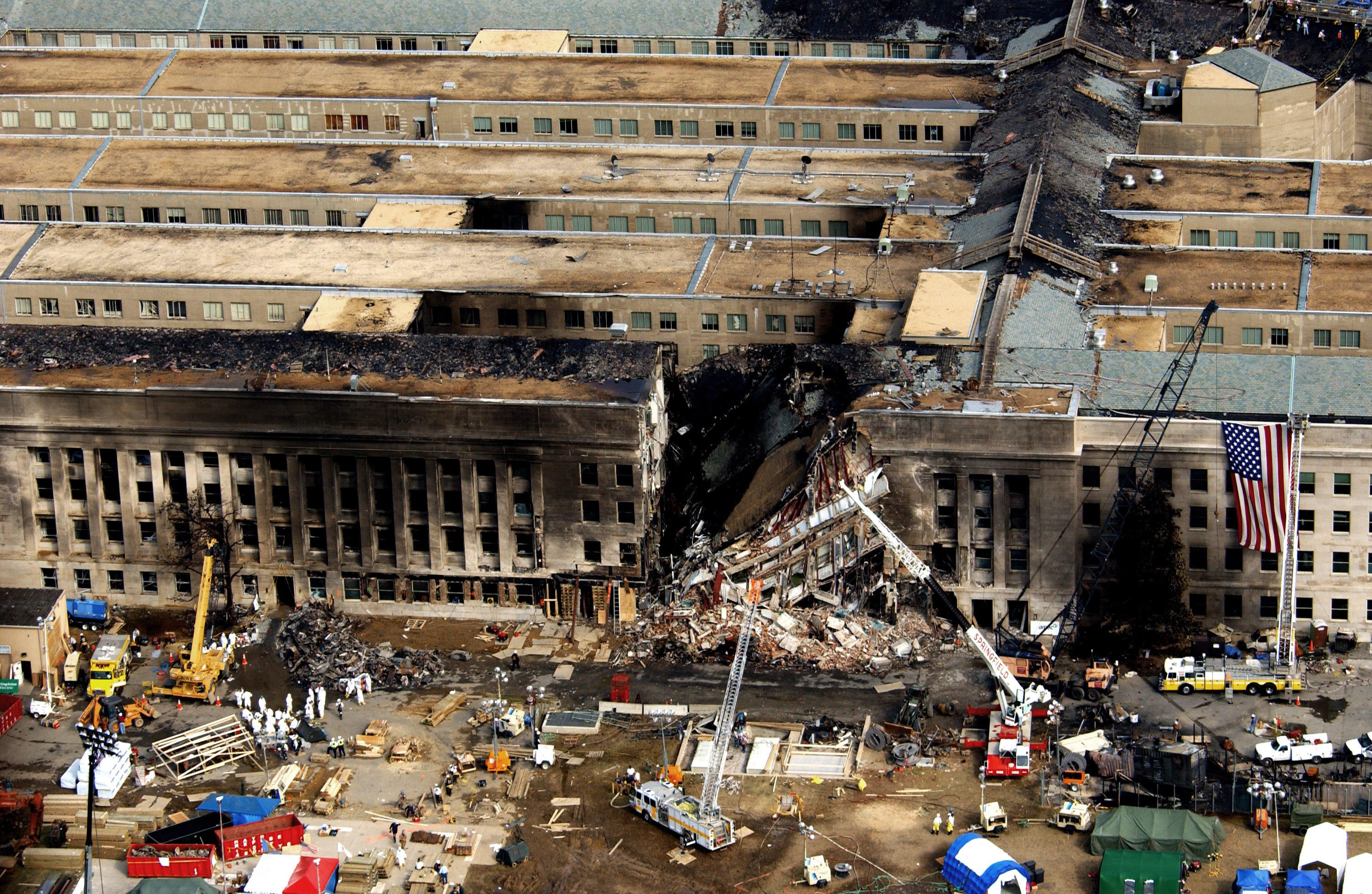
現場

10時10分、ペンタゴンのうちの被害を受けた部分から上の階が崩壊した。崩壊した部分は最も広い場所で95フィート (29 m)、最も深い場所で50フィート (15 m)にもなった。衝突から崩壊までの時間が、4階と5階にいた全員が崩壊の前に安全に避難することに繋がった。崩壊の後、内部の火の勢いは激しくなり、建物の全フロアに拡がった。

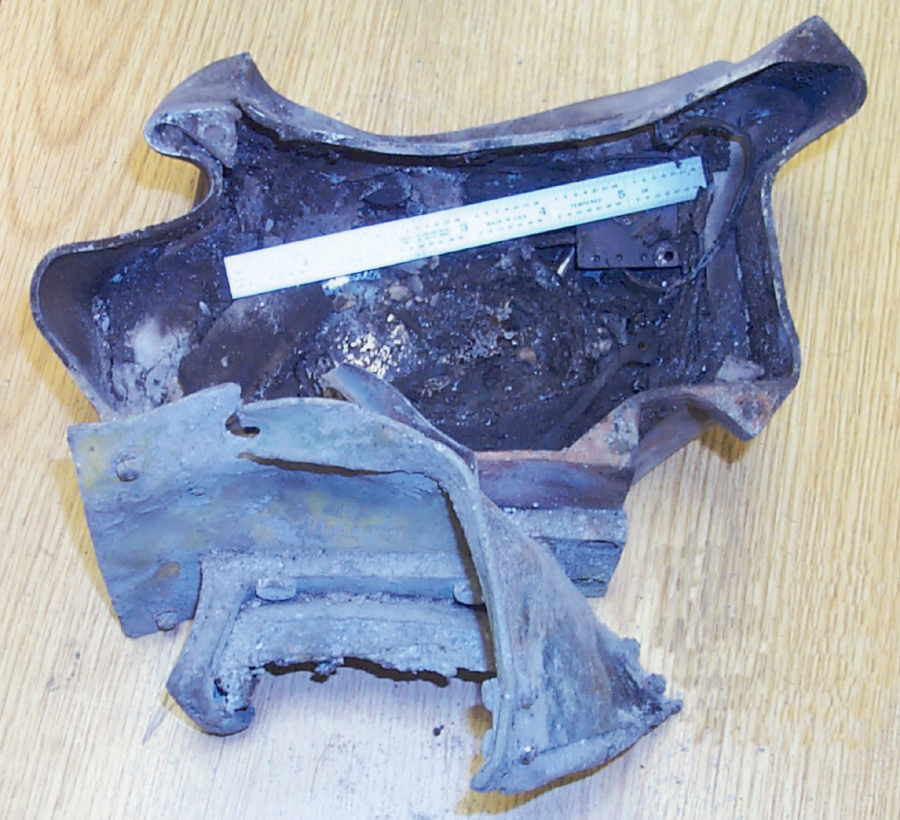
アメリカン航空77便のボイスレコーダーの残骸

航空機の残骸の様々な部品がペンタゴンの内部から見つかった。ブラックボックスは3日後の9月14日に発見された。このうち、ボイスレコーダー（CVR）は大破しており、中のテープが完全に焼け焦げていたため再生不可能に終わった。一方、フライトレコーダー（FDR）のメモリースティックは無事に回収された。
また、突入時の映像が2006年5月16日に公開された。
しかし、最近はYouTubeなどに77便のCVRの動画があるが、これはまったくもってデマである。

## 旅客機激突に対する異説

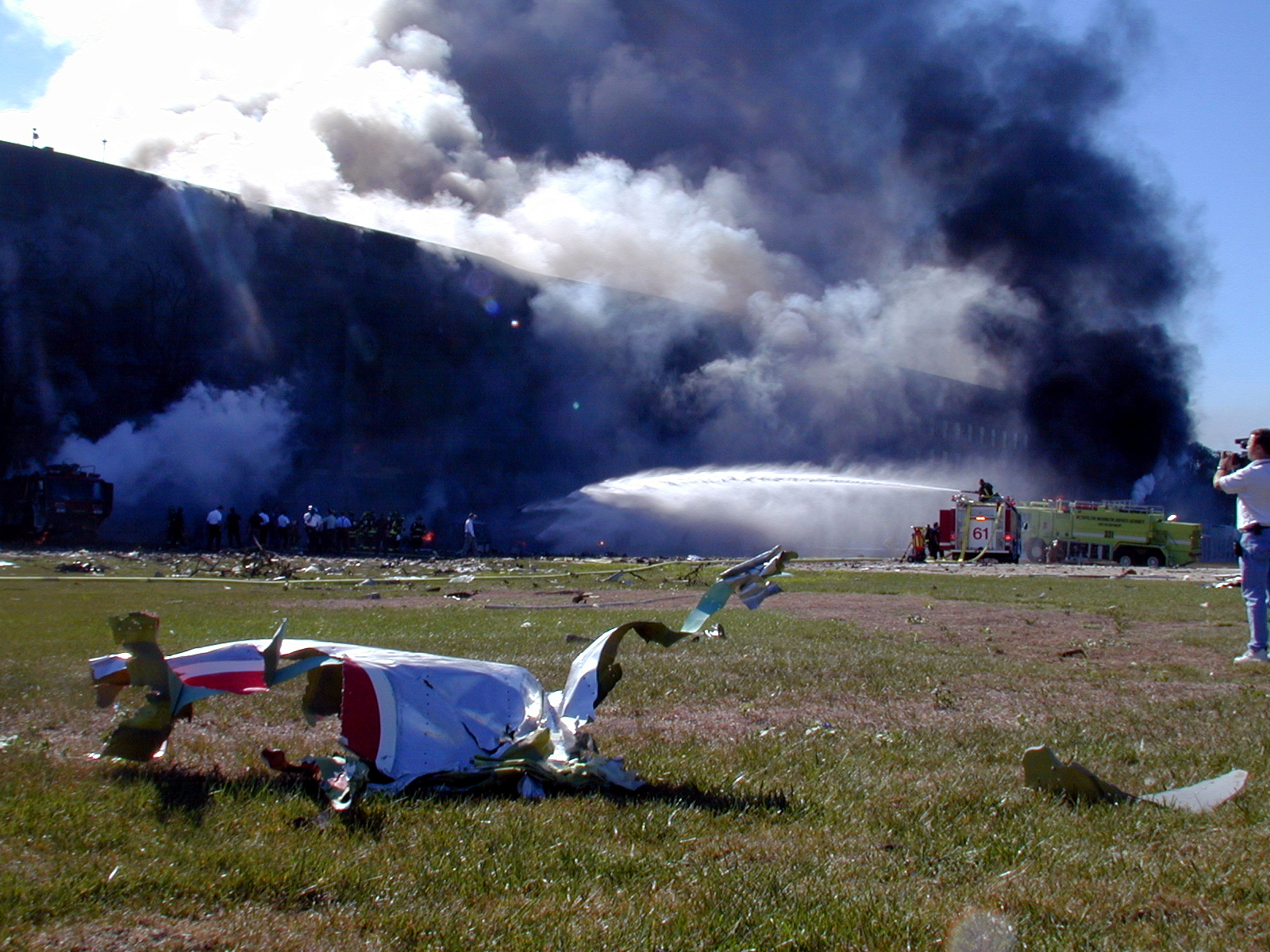
ボーイング機激突後のペンタゴン

77便のペンタゴン激突に関しては陰謀論者から様々な異説がある。最も代表的なものは、ペンタゴンに激突したのは77便ではなくミサイルだったとする説。この異説には批判もあるが、これらの異説を解釈しようとする調査結果なども数多くある。

## 映像化
- ナショナルジオグラフィックチャンネルが放送している『衝撃の瞬間2』（第13話「ペンタゴン9.11」）と『メーデー!:航空機事故の真実と真相』（シーズン14 第2話「9/11:The Pentagon Attack」）でこの事故の検証番組が放送されている。
- フォックス放送制作のミステリードラマ『BONES -骨は語る-』シーズン8 第6話「あの日を忘れない（The Patriot in Purgatory）」では本件が題材とされており、事件の数日後に発見され長期間保管されていた身元不明遺体が、現場に居合わせ救助活動を行った際の負傷が原因で死亡した「犠牲者」だと発覚するエピソードになっている。